# Inge Petersen

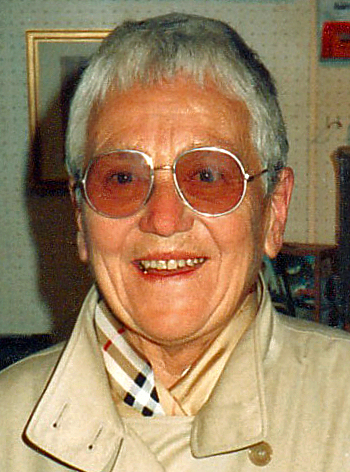
Inge Petersen

Ingeburg Petersen (* 19. Februar 1920 in Flensburg; † 21. Februar 2017 in Hamburg) war eine deutsche Chirurgin in Hamburg.

## Leben
Nach dem Abitur in Flensburg (1939) stand Inge Petersen vor der Entscheidung zwischen Musik und Medizin. Sie leistete den Reichsarbeitsdienst und entschied sich für Medizin. Sie studierte an der Friedrich-Schiller-Universität Jena, der Georg-August-Universität Göttingen und der Reichsuniversität Straßburg. Ihre Doktorarbeit schrieb sie bei Ludwig Zukschwerdt, dem sie zeitlebens freundschaftlich verbunden blieb. 1944 bestand sie in Straßburg das Staatsexamen. Im selben Jahr wurde sie als Ärztin approbiert und zur Dr. med. promoviert. Bei Zukschwerdt begann sie im  Sommer 1944 ihre Tätigkeit als Pflichtassistentin. In den Kämpfen um Elsass und Lothringen geriet sie mit allen deutschen Angehörigen der Medizinischen Fakultät in  amerikanische Kriegsgefangenschaft. Sie wurde ärztlich eingesetzt in der Chirurgie des General  Hospital in  Lison (Calvados). Wenige Wochen vor Kriegsende konnte sie nach Flensburg  heimkehren. Dort war sie bis Februar 1946 in einem Lazarett tätig.
In der schwierigen Nachkriegszeit in Deutschland fand sie eine Stelle als Volontärassistentin im Kreiskrankenhaus Norderdithmarschen. Nachdem Zukschwerdt im Sommer 1947    die Chirurgie im Kreiskrankenhaus Göppingen übernommen  hatte, erhielt sie  dort eine  Assistentenstelle. Ihre chirurgische Weiterbildung konnte sie bis zum Facharzt fortführen. Mit ihrem Mentor wechselte sie 1952 nach Bad Oeynhausen und 1955 – mit seiner Berufung an die Universität Hamburg – in die Chirurgische Universitätsklinik Eppendorf. Immer mehr widmete sie sich der Kinderchirurgie. 1960 wurde sie zur chirurgischen Chefärztin im Kinderkrankenhaus Rothenburgsort gewählt. Damit in der Bundesrepublik die erste Frau auf einem solchen Posten, war sie das Pendant zu Ilse Krause in der DDR. Die Teilgebietsbezeichnung „Kinderchirurgie“ führte sie nach eigenen Angaben ab 1972. Bei ihr lernten zahlreiche Kinderchirurgen, die in verantwortliche Positionen kamen. Als das Kinderkrankenhaus Rothenburgsort 1982 geschlossen wurde, trat Inge Petersen mit 62 Jahren in den vorzeitigen Ruhestand. Sie spielte sehr gut Klavier und kümmerte sich in ihrem langen Ruhestand um wissenschaftliche Belange der Eppendorfer Chirurgie. Sie besuchte noch Tagungen der Vereinigung Nordwestdeutscher Chirurgen und gelegentlich den Kongress der Deutschen Gesellschaft für Chirurgie. Betreut von ihrer Kollegin Ursula Engel (Harburg, Altona), starb sie zwei Tage nach ihrem 97. Geburtstag.
Inge Petersen wurde auf dem Friedhof Ohlsdorf beigesetzt. Die Grabstätte im Planquadrat BK 61 liegt westlich von Kapelle 12.

## Publikationen
- mit W. Hahn und L. Zukschwerdt: Die Behandlung der Massenblutung des peptischen Geschwürs. Deutsche Medizinische Wochenschrift 78 (1953), S. 1725–1729.
- mit W. Horst und L. Zukschwerdt: Chirurgie und Radiologie in der Behandlung von Schilddrüsenerkrankungen. Medizinische Klinik 54 (1959), S. 549–555.
- mit W. Horst, J. H. Tepe und L. Zukschwerdt: Ergebnisse der szintigraphischen Diagnose von Schilddrüsenerkrankungen in 176 operierten Fällen. Strahlentherapie, Suppl 43 (1959), S. 325–331.
- mit W. Horst, Kl.-J. Thiemann und L. Zukschwerdt: Methoden und Ergebnisse der Differentialdiagnostik von Schilddrüsenerkrankungen durch die Szintigraphie und das Radiojod-Dreiphasenstudium. Deutsche Medizinische Wochenschrift 85 (1960), S. 711–722.